# Campionati europei di atletica leggera 2006 - Marcia 50 km
La gara di marcia 50 km maschile si è tenuta il 10 agosto 2006.

## Risultati
| Pos          | Atleti                      | Tempo   | Note |
| ------------ | --------------------------- | ------- | ---- |
| 1            | Yohann Diniz (FRA)          | 3:41:39 | PB   |
| 2            | Jesús Ángel García (ESP)    | 3:42:48 | SB   |
| 3            | Yuriy Andronov (RUS)        | 3:43:26 |      |
| 4            | Trond Nymark (NOR)          | 3:44:17 |      |
| 5            | Mikel Odriozola (ESP)       | 3:46:34 |      |
| 6            | Roman Magdziarczyk (POL)    | 3:47:37 |      |
| 7            | Marco De Luca (ITA)         | 3:48:08 | PB   |
| 8            | Peter Korčok (SVK)          | 3:51:16 | SB   |
| 9            | Vladimir Kanaykin (RUS)     | 3:51:51 |      |
| 10           | Grzegorz Sudoł (POL)        | 3:53:33 |      |
| 11           | Diego Cafagna (ITA)         | 3:55:22 | SB   |
| 12           | Fredrik Svensson (SWE)      | 3:56:15 | SB   |
| 13           | Ingus Janevics (LAT)        | 3:56:32 | PB   |
| 14           | Jarkko Kinnunen (FIN)       | 3:56:54 | PB   |
| 15           | David Boulanger (FRA)       | 3:57:08 |      |
| 16           | Andrei Stepanchuk (BLR)     | 3:57:27 |      |
| 17           | Kamil Kalka (POL)           | 4:01:28 |      |
| 18           | Ugis Bruvelis (LAT)         | 4:02:03 |      |
| 19           | Jorge Costa (POR)           | 4:03:48 |      |
| 20           | António Pereira (POR)       | 4:07:46 |      |
| 21           | Miloš Holuša (CZE)          | 4:12:11 |      |
| Ritirati     |                             |         |      |
| —            | José Alejandro Cambil (ESP) | DNF     |      |
| —            | Alex Schwazer (ITA)         | DNF     |      |
| —            | Antti Kempas (FIN)          | DNF     |      |
| —            | Pedro Martins (POR)         | DNF     |      |
| —            | Aleksandar Raković (SRB)    | DNF     |      |
| Squalificati |                             |         |      |
| —            | Eddy Riva (FRA)             | DSQ     |      |
| —            | Denis Nizhegorodov (RUS)    | DSQ     |      |